# Béla Gyarmati
Béla Gyarmati (Kispest, 5 marzo 1942) è un ex schermidore ungherese, vincitore di due medaglie d'argento ai campionati mondiali di scherma.